# Attische Redner

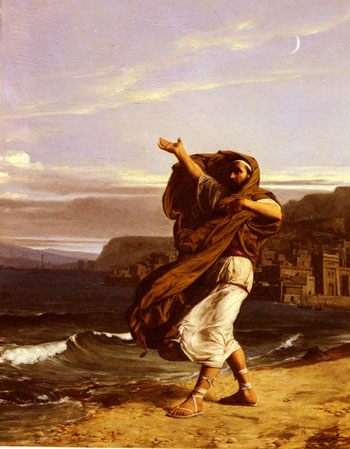
Demosthenes übt seine Redekunst, Gemälde von Jean Lecomte du Nouÿ (1842–1923)

Die zehn attischen Redner werden als die größten Redner und Logographen der klassischen Ära (5.–4. Jahrhundert v. Chr.) betrachtet. Sie sind im Alexandrinischen Kanon enthalten, der von den Philologen Aristophanes von Byzanz und Aristarchos von Samothrake kompiliert wurde.
1. Antiphon
2. Andokides
3. Lysias
4. Isokrates
5. Isaios
6. Aischines
7. Lykurgos
8. Demosthenes
9. Hypereides
10. Deinarchos

Die Redner sind in der vorstehenden Liste in ungefährer chronologischer Folge aufgeführt. Ihre Werke inspirierten die spätere rhetorische Bewegung des Attizismus, mit Vorbehalten hinsichtlich Antiphon und Deinarchos, deren Stil später zu altertümlich wirkte bzw. bereits in der Antike kritisiert wurde.
Ungefähr 150 Reden sind (teils unvollständig) erhalten, viele andere verloren gegangen. Manche gelten als „unecht“ und tragen den überlieferten Verfassernamen fälschlich. Die Reden sind sehr ungleichmäßig verteilt: Die vier Autoren Demosthenes (61), Lysias (32), Isokrates (21) und Isaios (12) machen zusammen 85 Prozent aus, während sich die restlichen 15 Prozent auf sechs Autoren verteilen. Daher hat sich in der Forschung auch der Begriff der „kleineren attischen Redner“ eingebürgert.
Die Reden sind über einen Zeitraum von etwas mehr als 100 Jahren entstanden, von etwa 440/430 (Antiphon) bis etwa 330/320 (Deinarchos u. a.), bzw. vom „Perikleischen“ Zeitalter der attischen Demokratie bis in die Alexanderzeit. Das bedeutet Unterschiede in Sprache und Stil sowie unterschiedliche historisch-politische und gesellschaftliche Rahmenbedingungen.
Die Athener Bürger Aischines, Andokides, Demosthenes, Hypereides, Isokrates und Lykurg konnten selbst als Redner in der Politik und vor Gericht auftreten. Deinarchos, Lysias und vermutlich Isaios waren Zugewanderte ohne Bürgerrecht (Metöken) und konnten dies im Regelfall nicht; sie und der Athener Antiphon waren als Logographen, das heißt als Redenschreiber für andere, tätig.
Schließlich verteilen sich die Reden auch auf mehrere inhaltliche Kategorien: politische Reden, Gerichtsreden und Prunk- oder Festreden zu besonderen öffentlichen Anlässen (einschließlich Epitaphioi), zusätzlich Musterreden für den Rhetorikunterricht (z. B. die Tetralogien des Antiphon von Rhamnus). Die ersteren drei werden schon seit Aristoteles als Redegattungen unterschieden (siehe Rhetorik des Aristoteles).
Unter der Bezeichnung der „zehn attischen Redner“ sind also durchaus unterschiedliche Autoren und Texte zusammengefasst, und bei allgemeinen Aussagen über „die“ zehn Redner ist entsprechende Vorsicht geboten.